# Tide of Empire
Tide of Empire, in Nederland uitgebracht onder de titels 1849 en Josephita is een film uit 1929 onder regie van Allan Dwan. De regisseur maakte de film twee keer. In de eerste versie had Joan Crawford de hoofdrol en in de twee versie speelden onder andere Renée Adorée.
Wanneer in Californië goud gevonden wordt, verandert dit het leven voorgoed voor de familie Guerrero, die al generatieslang een neerbijgelegen ranch bezit.

## Rolverdeling
| Acteur                       | Personage          |
| ---------------------------- | ------------------ |
| Joan Crawford / Renée Adorée | Josephita Guerrero |
| Tom Keene                    | Dermond D'Arcy     |
| Fred Kohler                  | Cannon             |
| George Fawcett               | Don José Guerrero  |